# 馬里博
馬里博是丹麥洛蘭島上的一座城鎮，洛蘭市鎮的行政中心。马里博的北面是Nørresø，南面是Søndersø。Søndersø是洛兰岛上最大的湖泊。Søndersø中的岛屿比丹麦其他任何湖泊中的島嶼都要多，該湖泊中包括Fruerø、Hestø、Præstø、Borgø、Lindø、Askø和Worsaaes等岛屿。马里博是马里博湖自然公园（Maribo Lakes Nature Park）的一部分，该公园横跨马里博、霍尔比（Holeby）、萨克斯科宾（Sakskøbing）和奈斯泰德（Nysted）。